# Дерев'янко Тетяна Тимофіївна
Дерев'янко (Бєлоненко) Тетяна Тимофіївна — радянська і українська кінознавиця. Заслужений працівник культури УРСР (1985). Лауреатка премії на фестивалі німих фільмів у м. Парденоні (Італія) за видатний внесок у світове кіно (1998). Лауреатка по розділу «Муза кіно» премії В.Холодної «Сім красунь» (2001).

## Біографія

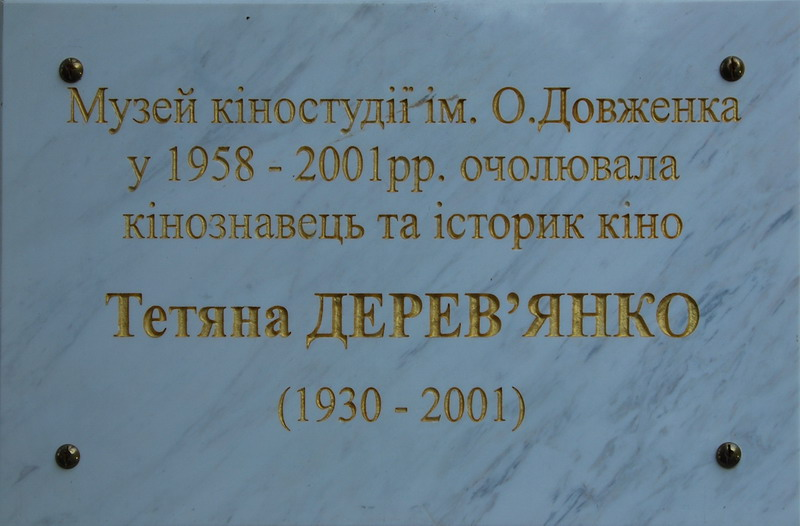
Меморіальна дошка на приміщенні музею кіностудії імені О. П. Довженка

Народилася 4 травня 1930 р. у м. Дніпропетровську в родині лікаря Тимофія Бєлоненка й економіста. Онука державного і політичного діяча Я. Г. Гололобова.
Учасниця німецько-радянської війни (була санітаркою у фронтовому госпіталі). Нагороджена медалями.
Закінчила філологічний факультет Київського державного університету ім. Т. Г. Шевченка (1954). Працювала кореспондентом «Курортной газеты» (м. Ялта, 1955–1957).
З 1957 р. — директор музею О. П. Довженка Національної кіностудії ім. О. П. Довженка, обіймала цю посаду понад 40 років, до своєї смерті влітку 2001 року.
Була членкинею Національної спілки кінематографістів України (1971).
Померла 27 липня 2001 р. в Києві.
На її честь названо малу планету № 8984 від 13 жовтня 2001 р.

## Кінематографічна діяльність
Авторка сценарію мультфільму «Щасливий принц» (1990, у співавт. О. Парфенюк; реж. Л. Зарубін), багатьох статей про діячів українського кіно, співупорядник зібрання творів О. Довженка в 5-ти томах, збірників «Ігор Савченко» (1980), «Про Тимофія Левчука» (1981), «Щорс» (1985).
Консультантка фільмів, присвячених творчості О. Довженка.
Організувала близько 100 виставок, присвячених українському кіномистецтву.
Зібрала матеріали для книги «Будем жить!» (К., 1995, у співавт. О. Парфенюк), «Еврейские кинематографисты в Украине. 1917—1945» (К., 2004 у співавт. з Ю. Морозовим).
Лауреатка премії Спілки кінематографістів України за книгу «Ігор Савченко».